# Axinella infundibuliformis
Axinella infundibuliformis is een sponssoort uit de klasse Demospongiae. Het lichaam van de spons bestaat uit kiezelnaalden en sponginevezels, en is in staat om veel water op te nemen.
De wetenschappelijke naam is gepubliceerd in 1759 door Linnaeus.